# کلایو اوون
کلایو اوون (به انگلیسی: Clive Owen) (زاده ۳ اکتبر ۱۹۶۴) بازیگر نامزد جایزه اسکار و برنده جایزه گوی طلایی و بفتا در فیلم نزدیک‌تر است.

## فیلم‌شناسی
- لورنا دون (۱۹۹۰)
- چشمانم را ببند (۱۹۹۱)
- همسر مرد ثروتمند(۱۹۹۶)
- خم شده (۱۹۹۷)
- گاسفورد پارک (۲۰۰۱)
- انگشتان سبز (۲۰۰۱)
- هویت بورن (۲۰۰۲)
- باجه تلفن (۲۰۰۲)
- فراتر از مرزها (۲۰۰۳)
- نزدیک‌تر (۲۰۰۴)
- آرتور شاه (۲۰۰۴)
- شهر گناه (۲۰۰۵)
- خرابکاری (۲۰۰۵)
- مرد نفوذی (۲۰۰۶)
- پلنگ صورتی (۲۰۰۶)
- فرزندان انسان (۲۰۰۶)
- الیزابت : دوران طلایی (۲۰۰۷)
- بازگشت پسرها (۲۰۰۹)
- بهشون شلیک کن (۲۰۰۷)
- دورویی (۲۰۰۹)
- بین‌المللی (۲۰۰۹)
- آدمکش ویژه (۲۰۱۱)
- کلمات و تصاویر (۲۰۱۳)
- آخرین شوالیه‌ها (۲۰۱۴)
- تایید (۲۰۱۶)
- والرین و شهر هزار سیاره (۲۰۱۷)
- اوفلیا-۲۰۱۸
- مرد ماه جوزا (۲۰۲۰)